# Kiera Cass

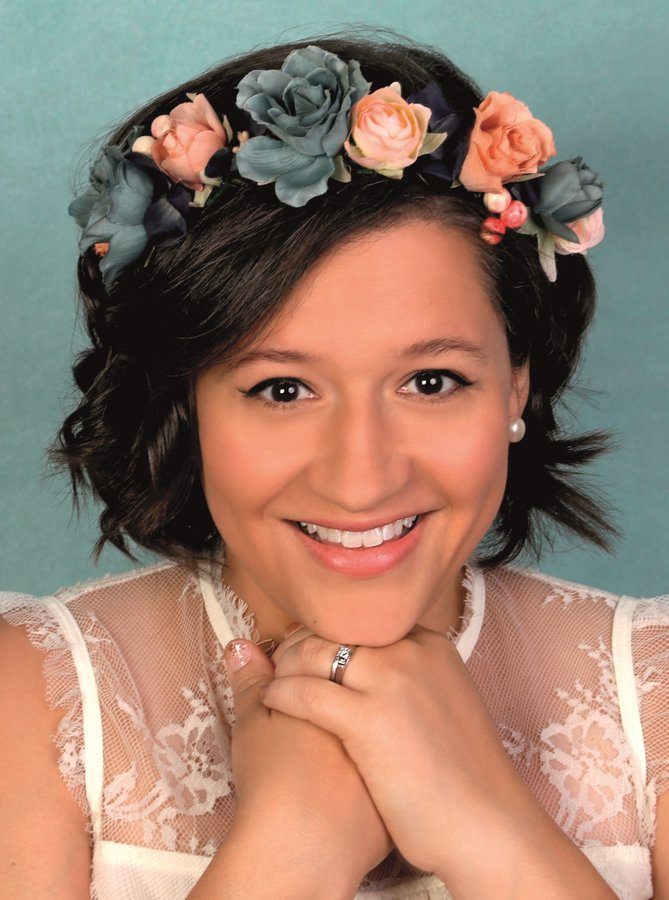
Kiera Cass, 2020

Kiera Cass (* 19. Mai 1981 in Myrtle Beach, South Carolina) ist eine US-amerikanische Schriftstellerin, die für ihre New-York-Times-Bestseller-Reihe Selection bekannt ist. Die deutsche Übersetzung der Serie von Susann Friedrich erscheint im S. Fischer Verlag.

## Karriere
Kiera Cass besuchte die Coastal Carolina University, bevor sie zur Radford University wechselte.
Sie veröffentlichte 2012 (Deutschland 2013) das erste Buch der ursprünglich als Trilogie gedachten Buchreihe Selection bei HarperTeen, einem Imprint von HarperCollins. The CW sicherte sich die Rechte zu einer Fernsehserie und es wurden bereits zwei Pilotfilme gedreht, allerdings wurde keinem von beiden grünes Licht für eine Serie gegeben. Im April 2015 wurde jedoch bekanntgegeben, dass Warner Bros. die Filmrechte des Buchs erworben hatte. Neben Denise Di Novi und Alison Greenspan von DiNovi Pictures’ wird zusätzlich noch Pouya Shahbazian als Produzenten an dem Film arbeiten. Das Drehbuch wird von Katie Lovejoy geschrieben werden. Am 14. August 2014 kündigte Kiera Cass an, dass die Selection-Reihe noch weitere Bücher umfassen wird. Eine weitere Novelle mit dem Titel The Favorite, die aus Marlees Erzählperspektive erzählt, erschien Anfang 2015. Der vierte Band Die Kronprinzessin folgte ebenfalls. 2016 veröffentlichte Cass den fünften Band The Crown.

## Werke

### Selection Reihe
1. Selection. Fischer Sauerländer, Frankfurt am Main 2013, ISBN 978-3-7373-6188-0 (Original: The Selection, 2012)
2. Selection – Die Elite. Fischer Sauerländer, Frankfurt am Main 2014, ISBN 978-3-7373-6242-9 (Original: The Elite, 2013)
3. Selection – Der Erwählte. Fischer Sauerländer, Frankfurt am Main 2015, ISBN 978-3-7373-6498-0 (Original: The One, 2014) (Platz 1 der Spiegel-Bestsellerliste vom 28. Februar bis zum 6. März 2015)
4. Selection – Die Kronprinzessin. Fischer Sauerländer, Frankfurt am Main 2015, ISBN 978-3-7373-5224-6 (Original: The Heir, 2015)
5. Selection – Die Krone. Fischer Sauerländer, Frankfurt am Main 2016, ISBN 978-3-7373-5421-9 (Original: The Crown, 2016) Übers. Marieke Heimburger

### Novellen
Selection Storys
- Selection Storys – Liebe oder Pflicht. Fischer, Frankfurt am Main 2014, ISBN 978-3-7335-0043-6 (Original: The Selection Stories: The Prince & The Guard, 2014)
- Selection Storys – Herz oder Krone. Fischer, Frankfurt am Main 2015, ISBN 978-3-7335-0145-7 (Original: The Selection Stories: The Queen & The Favorite, 2015)

Sonstige
- The Prince, 2013
- The Guard, 2014
- The Queen, 2014
- The Favorite, 2015

### Andere Bücher
- The Siren, 2016
- The Betrothed, 2020